# Траутдейл (Вірджинія)
Траутдейл (англ. Troutdale) — місто (англ. town) в США, в окрузі Грейсон штату Вірджинія. Населення — 145 осіб (2020).

## Географія
Траутдейл розташований за координатами 36°41′45″ пн. ш. 81°26′15″ зх. д. / 36.69583° пн. ш. 81.43750° зх. д. (36.695872, -81.437440).  За даними Бюро перепису населення США в 2010 році місто мало площу 8,10 км², з яких 8,09 км² — суходіл та 0,00 км² — водойми.

## Демографія
Згідно з переписом 2010 року, у місті мешкало 178 осіб у 78 домогосподарствах у складі 50 родин. Густота населення становила 22 особи/км².  Було 107 помешкань (13/км²).
Расовий склад населення:
| - 94,9 % — білих - 3,9 % — осіб інших рас |

До двох чи більше рас належало 1,1 %. Частка іспаномовних становила 7,3 % від усіх жителів.
За віковим діапазоном населення розподілялося таким чином: 18,0 % — особи молодші 18 років, 59,0 % — особи у віці 18—64 років, 23,0 % — особи у віці 65 років та старші. Медіана віку мешканця становила 49,0 року. На 100 осіб жіночої статі у місті припадало 104,6 чоловіків;  на 100 жінок у віці від 18 років та старших — 114,7 чоловіків також старших 18 років.
Середній дохід на одне домашнє господарство  становив 46 911 долар США (медіана — 31 500), а середній дохід на одну сім'ю — 58 526 доларів (медіана — 40 625). За межею бідності перебувало 10,1 % осіб, у тому числі 20,8 % дітей у віці до 18 років та 2,3 % осіб у віці 65 років та старших.
Цивільне працевлаштоване населення становило 57 осіб. Основні галузі зайнятості: освіта, охорона здоров'я та соціальна допомога — 31,6 %, виробництво — 19,3 %, будівництво — 10,5 %, публічна адміністрація — 8,8 %.